# Repressor
Als Repressor bezeichnet man in der Genetik ein Protein, welches sich an den Operator in der DNA bindet und damit die Bindung der RNA-Polymerase an den Promotor blockiert. Dadurch wird die Transkription eines innerhalb des Operons gelegenen Gens verhindert. Infolgedessen entsteht hier keine mRNA, die bei der Translation zur Bildung der codierten Proteine, häufig Enzyme, führen könnte. Damit unterbleibt die Expression der blockierten Gene. Die Wirkung des Repressors kann durch verschiedene Faktoren reguliert werden.
Der Repressor selber wird von einem Regulatorgen codiert. Muss der Repressor erst durch einen geeigneten Corepressor aktiviert werden, nennt man ihn Aporepressor. Wenn der Aporepressor durch das Endprodukt einer Reaktionskette aktiviert wird, spricht man von Endproduktrepression. Ein Induktor dagegen verändert den Repressor so, dass er sich vom Operator löst und somit die Genexpression aktiviert wird. Dieser Vorgang wird auch als Derepression bezeichnet.

## Mechanismen
Repressoren spielen eine wichtige Rolle bei der Genregulation:
- Bei der Substratinduktion im Zuge einer Katabolitrepression wirkt das Substrat des vom Strukturgen codierten Enzyms als Induktor auf den Repressor, der damit deaktiviert wird und somit auch die Expression des Enzyms und den Abbau des Substrats möglich macht (Beispiel: Lactose-Operon bei E. coli).
- Die Attenuation der Tryptophansynthese bei Prokaryonten (z. B. bei E. coli) wird durch einen trp-Repressor blockiert, der Tryptophan als Corepressor enthält. Der Aporepressor (ohne gebundenes Tryptophan) kann die Transkription des Tryptophan-Operons nicht blockieren.[1]

## Einzelnachweis
1. ↑  Lubert Stryer: Biochemie, 4. Auflage, Spektrum, Heidelberg, 1996, ISBN 978-3860253465, S. 1009 f.